# Cirrhilabrus joanallenae
Cirrhilabrus joanallenae Allen, 2000 è un pesce d'acqua salata appartenente alla famiglia Labridae.

## Distribuzione e habitat
Proviene dalle barriere coralline dell'oceano Indiano; è stato localizzato lungo le coste dello Sri Lanka, dell'Indonesia e di Sumatra e dalle isole Andamane. Vive nelle zone con fondo sabbioso ricche di coralli, e nuota a profondità di circa 12–40 m.

## Descrizione
Presenta un corpo compresso lateralmente, non alto ma abbastanza allungato, con la testa dal profilo piuttosto appuntito. Non supera gli 8,5 cm.
È una specie dall'aspetto estremamente variabile, con un dimorfismo sessuale marcato, soprattutto nella forma delle pinne. 
Le femmine presentano una colorazione rossastra e diverse macchie o striature bianche sul loro corpo, e hanno una pinna caudale dal margine arrotondato.
I maschi adulti sono rossi con il ventre bianco; e queste due aree sono separate da una sottilissima linea azzurra. Le pinne sono nere con delle macchie azzurre iridescenti, e la loro forma è completamente diversa da quelle degli esemplari femminili o dai maschi più giovani: la pinna caudale è più ampia, la pinna dorsale è bassa e lunga ma con i primi raggi molto più allungati, estesi e simili a un filamento, le pinne pelviche sono ampie e molto allungate.

## Biologia

### Comportamento
Nuota in piccoli banchi solitamente composti da 10-15 esemplari.

### Riproduzione
È oviparo e la fecondazione è esterna; non ci sono cure nei confronti delle uova. Il corteggiamento avviene verso sera, e i maschi cercano di attrarre le femmine estendendo al massimo le pinne.

## Conservazione
Questa specie è classificata come "dati insufficienti" (DD) dalla lista rossa IUCN perché non si hanno informazioni precise sui pericoli che potrebbero minacciarla.